# Alexandre Cougnaud
 (septembre 2024).
Si vous disposez d'ouvrages ou d'articles de référence ou si vous connaissez des sites web de qualité traitant du thème abordé ici, merci de compléter l'article en donnant les références utiles à sa vérifiabilité et en les liant à la section « Notes et références ».
Alexandre Cougnaud, né le 5 décembre 1991 aux Sables-d'Olonne (Vendée), est un pilote automobile français.

## Biographie

### Les débuts (2002-2009)
Alexandre Cougnaud est issu d'une famille d'industriels vendéens. ll est diplômé de l'école supérieure de commerce de La Rochelle et possède un Master 2 de l'ESPI (Paris). 
Il est le fils de Yannick Cougnaud (dirigeant de la société Ouest Réalisations), qui a fait du kart en activité de loisir.
En 2002, à l'âge de 10 ans, il fait ses débuts en karting et conclut son parcours par une sixième position au Championnat de France de Formule Kart en 2008.
Il progresse en monoplace en 2009, en Formul'Academy Euro Series (qui a remplacé la Formule Campus) organisée par l'Auto Sport Academy et destinée à promouvoir les jeunes pilotes. Sa première saison en sport automobile est plutôt mitigée, il réussit néanmoins à terminer septième de la seconde manche disputée sur le tracé urbain du Circuit de Pau-Ville, organisée en tant que course support du Grand Prix automobile de Pau 2009.

### Passage en Formule Renault 2.0 et Formule Ford (2010-2011)
Alexandre Cougnaud gravit un échelon supplémentaire en 2010 en participant à deux meetings du Championnat de Suisse de Formule Renault 2.0, disputés a Magny-Cours et Monza. Il termine quatrième pour sa toute première course dans la discipline mais doit abandonner lors de la seconde course du week-end. Il est de nouveau contraint à l'abandon lors de la première course de Monza, mais termine troisième de la deuxième manche, ce qui lui permet de terminer neuvième du championnat 2010 et d'être repéré par l'horloger B.R.M. Le vendéen n'effectuera pas plus de courses dans la saison.
En 2011, il participe au championnat issu de la fusion entre les championnats suisses et italiens de Formule Renault : la Formula Renault 2.0 Alps. Son meilleur résultat est une huitième place, à nouveau réalisée lors du Grand Prix de Pau, il finit quinzième du championnat.
Entre-temps, le pilote français participe à la Coupe d'Europe de Formule Ford disputée sur le circuit de Brands Hatch, il termine dix-septième de la première course, abandonne lors de la seconde manche et termine onzième de la dernière course.

### Arrivée en Formule 3 (2012)
Alexandre Cougnaud passe en Formule 3 pour la saison 2012 et participe au championnat European F3 Open (ancien Championnat d'Espagne de F3). À défaut d'être l'un des plus disputés, ce championnat permet aux pilotes de débuter dans la discipline grâce à la catégorie Coupe d'Espagne (Copa) qui permet aux écuries de disposer de modèles de châssis plus anciens. Cougnaud pilote donc une Dallara F308 (modèle de 2008) motorisée par Toyota (comme toutes les écuries du plateau) dans l'écurie française Top F3. Il s'impose d'emblée comme étant candidat au titre de la Coupe d'Espagne (Copa), car il enchaine les podiums à quasiment toutes les courses pendant les premiers mois (5 sur 8 possibles). Il pointe à la première place du classement de sa catégorie à mi-saison.
Il termine finalement troisième du championnat après une contre-performance à Montmelo, dans la dernière manche, où il n'arrive pas à inscrire le moindre point, notamment à cause de la pluie dans la deuxième course et à une rentrée aux stands trop tardive. Alexandre Cougnaud accroche tout de même le titre de vice-champion Rookie (deuxième meilleur débutant de l'année).

### Succès en Formule 3 (2013)

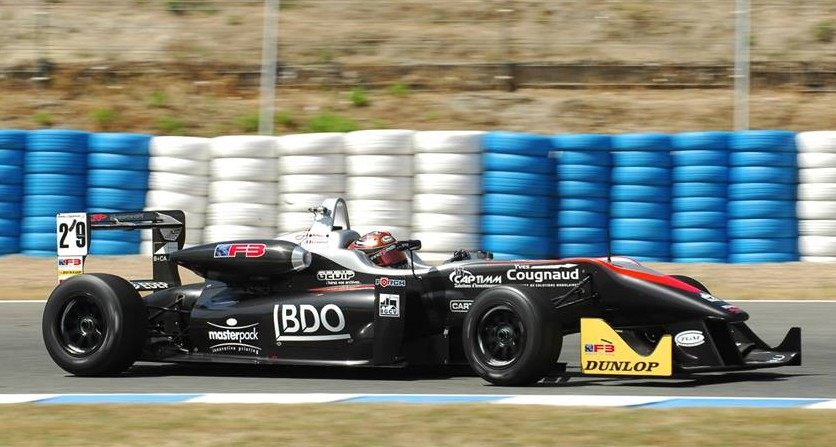
Alexandre Cougnaud à Jerez, premier podium de la saison 2013 (F3)

Alexandre Cougnaud passe alors dans la catégorie supérieure (F312) et change d'écurie en intégrant la formation italienne RP Motorsport, alors championne en titre.
Il réalise de bons essais hivernaux sur le Circuit Paul-Ricard. Son début de championnat est ensuite difficile, n'arrivant pas à trouver les bons réglages dans les premières courses qui se disputent toutes par mauvais temps (brouillard très épais au Castellet et au Nürburgring). Il finit par occuper les places d'honneur lors du meeting de Jerez où il termine quatrième de la première course et troisième de la seconde course du meeting.
Alexandre Cougnaud réalise une meilleure deuxième partie de saison avec de belles courses comme à Spa-Francorchamps, où il part 13e sur la grille lors de la deuxième course et termine 4e.
Il réalise sa meilleure performance de la saison début octobre à Monza, dans la première course. Il part dernier sur la grille (29e) n'ayant pu prendre part aux qualifications pour cause de problème électrique ; il finit 7e (soit une remontée de 22 places). Dans la deuxième course, il réalise le meilleur tour en course après avoir réalisé la pole position le matin et fini deuxième après une course qui voit cinq changements de leader et où il aura mené pendant deux tours avant de se faire dépasser par son coéquipier dans le dernier tour.
Ces bons résultats lui ont permis d'être choisi par Porsche France parmi les 12 pilotes qui vont participer à la sélection Porsche Scholarship France du 27 au 29 octobre 2013 sur le Circuit Paul-Ricard.
Pour le dernier week-end de la saison, sur le Circuit de Catalogne à Montmeló près de Barcelone, Alexandre Cougnaud réalise deux belles courses, se classant troisième le samedi et gagnant le dimanche. C'est sa première victoire en F3. Il finit la saison 2013 avec trois podiums d'affilée, 2e à Monza, 3e et 1er à Barcelone.
Parallèlement à sa carrière en F3, Alexandre Cougnaud poursuit ses études en Master d'Immobilier à l'ESPI à Paris.

### Porsche Carrera Cup (2014)

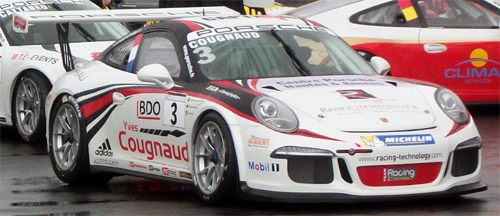
Voiture d'Alexandre Cougnaud dans le parc fermé après la course - Le Mans 2014

Remarqué par plusieurs écuries lors de la sélection Porsche Scholarship en octobre 2013 au Castellet, Alexandre Cougnaud signe en février 2014 avec le team Racing Technology, champion de France en titre pour participer à la Porsche Carrera Cup France 2014.
Il aura pour coéquipiers : Vincent Beltoise et Lonni Martins en championnat A et Christophe Hamon champion 2013 Club Porsche Motorsport pour le classement Gentlemen (championnat B).
Pour sa première course de la saison, au Mans, Cougnaud se qualifie en 11e position. Après quelques tours, il écope d'une pénalité (drive through) et ne peut donc défendre ses chances. Il termine hors des points. Lors de la deuxième course, un changement tardif de pneumatiques l'oblige à partir de la voie des stands. Il effectue ensuite une remontée tout au long de la course et marque ses premiers points en championnat en terminant 11e (5 points). Il repart du Mans à la deuxième place du classement « Jeunes Talents / Rookies ».
La deuxième manche de la saison a lieu en Italie, à Imola. Alexandre Cougnaud touche un mur en essais libres et ne peut participer aux deux séances de qualification du samedi car sa boite de vitesses et son embrayage doivent être réparés. Il s'élance le dimanche en fond de grille pour les deux courses. Malgré de nombreux dépassements, il doit abandonner dans la course 1 en raison d'un accrochage. Dans la course 2, il termine 16e.
Pour la course d'ouverture des 24 Heures du Mans, il obtient le 16e temps. En course, il connait un problème de direction. Il préserve sa 11e place (sur 62 participants) sur ce tracé des 24h, long de 13,6 kilomètres.
La reprise du championnat a lieu à Magny-Cours dans la Nièvre du 5 au 7 septembre 2014. Les essais qualificatifs le voient se classer 13e alors que pendant les essais libres il a été aux avant-postes. En course il remonte ses adversaires et se classe 7e à l'arrivée. Lors des essais qualificatifs du dimanche matin, il réalise sa meilleure performance de la saison en se hissant en première ligne (2e temps). Dans la course 2, il réalise un bon départ et conserve sa deuxième place pendant plusieurs tours avant de se faire doubler par son coéquipier Tom Dillmann. Dans la deuxième partie de la course, il sécurise une troisième place synonyme de premier podium dans la discipline. Après cette manche, Cougnaud reste en course pour le titre de meilleur « Jeune talent » de l'année en Porsche Carrera Cup France.
La cinquième manche a lieu sur le circuit de Nogaro. Il part en huitième position dans la course 1. Le départ est très mouvementé, une durite de liquide de refroidissement lache sur le moteur de Tom Dillmann et plusieurs autos se retrouvent dans le bac à graviers dont celle de Cougnaud qui est forcé d'abandonner. La voiture est réparée le dimanche pour les qualifications mais n'est pas à 100 % de ses capacités. Il réussit à faire le douzième temps. Pendant la course, il oscille entre la seizième et la onzième place, quelques accrochages lui permettent de gagner des places en course et il doit se contenter de quelques points au championnat (douzième sous le drapeau à damier).

### Porsche Carrera Cup (2015)

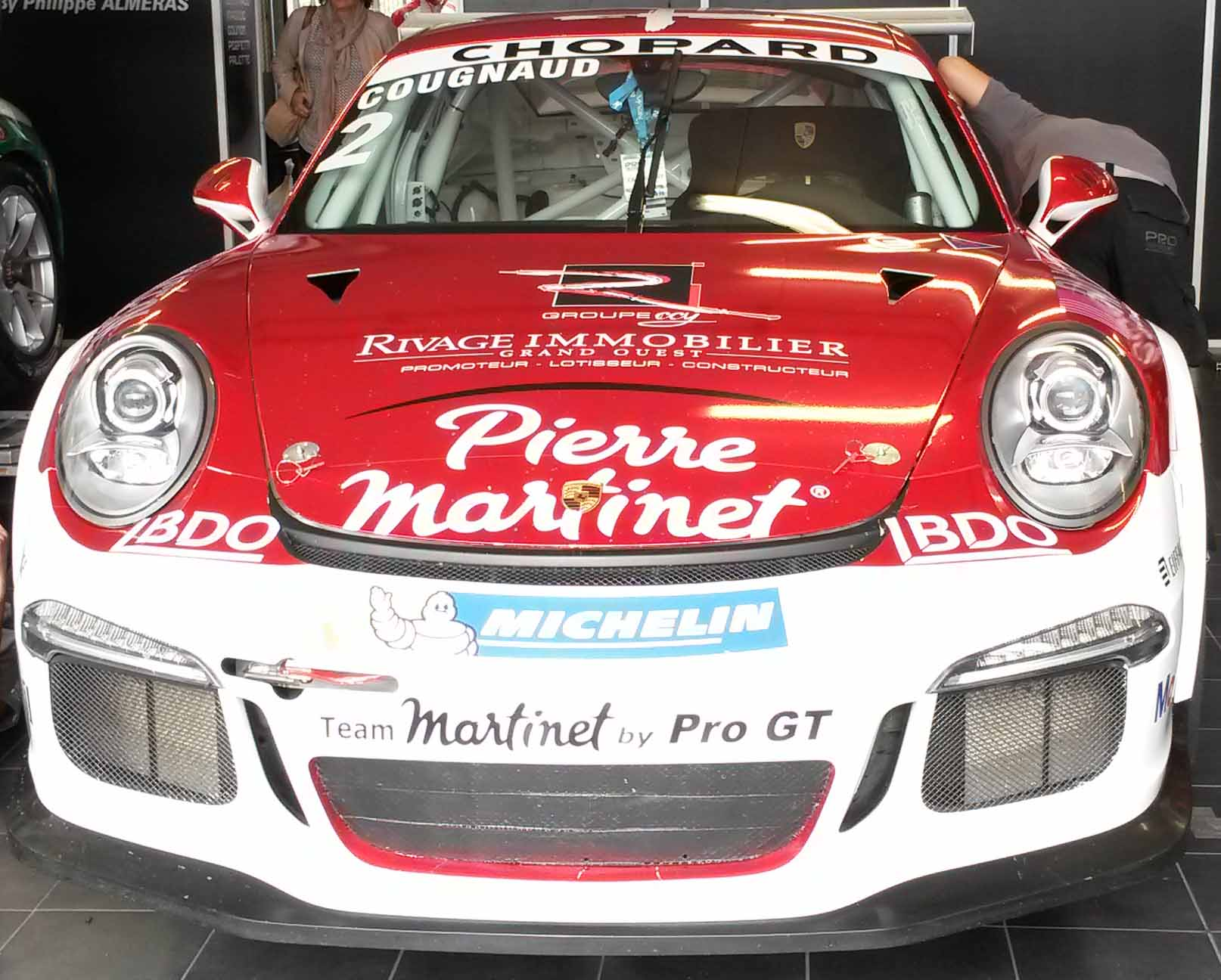
Voiture d'Alexandre Cougnaud dans les stands avant la course - Paul Ricard 2015.

En 2015, Cougnaud décide de faire une deuxième saison en Porsche Carrera Cup France. Il signe chez Team Vendée Auto Sport, une écurie vendéenne financée par des entrepreneurs vendéens. La partie technique est sous-traitée par Martinet by Alméras.
Sa deuxième saison en PCCF est marquée par de nombreux accrochages et crevaisons qui ne lui permettent pas de jouer les premiers rôles au championnat, malgré une voiture compétitive.
A Navarra (Espagne), lors de la course 3, programmée à la suite de l’annulation de la course 2 de Lédenon pour cause d’intempéries, il part troisième sur la grille de départ. Dans le sillage des hommes de tête, Alexandre Cougnaud s’empare de la 3e place à deux minutes de l’arrivée pour ne plus la lâcher et obtenir son premier podium de la saison.

### European Le Mans Series, LMP3 (2016)

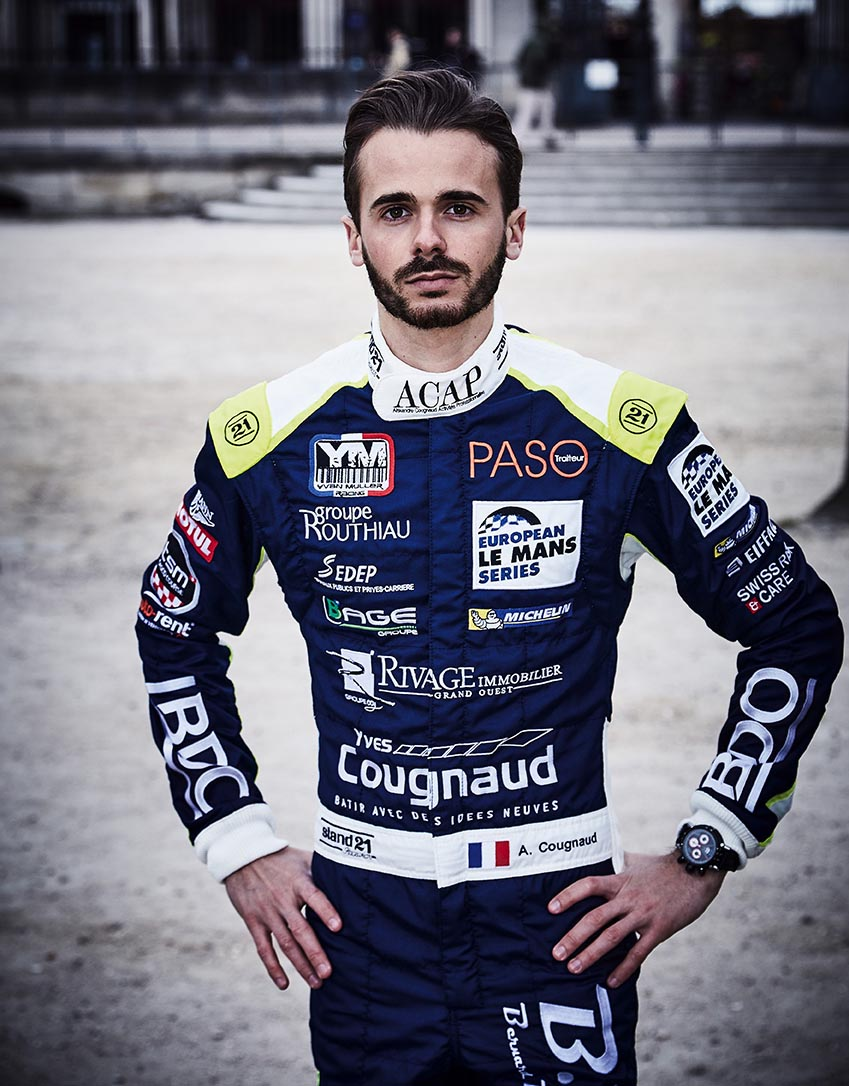
Alexandre Cougnaud en 2016.

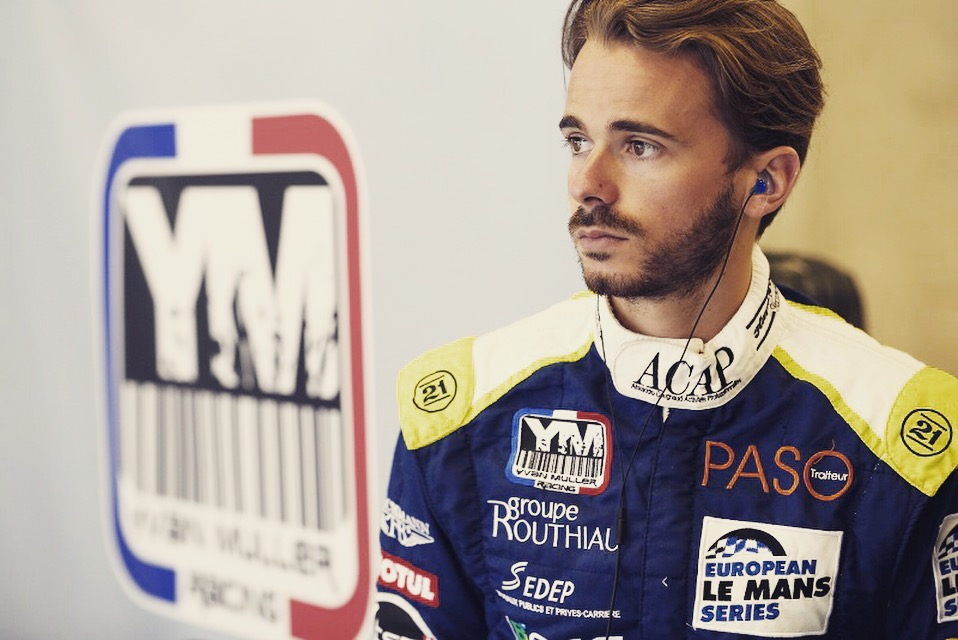
Alexandre Cougnaud en 2016 (Yvan Muller Racing).

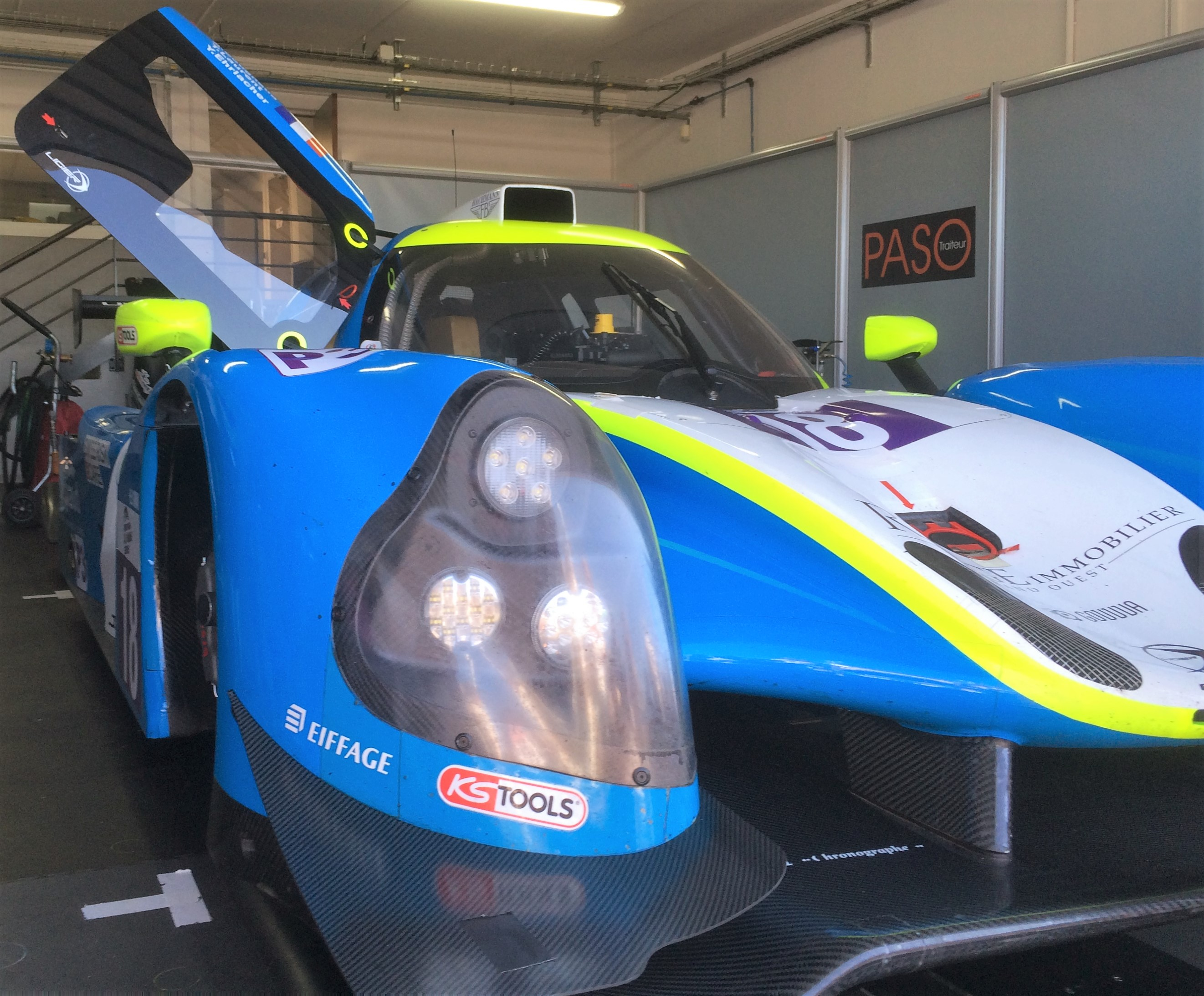
Au Paul Ricard en LMP3 (28/08/16).

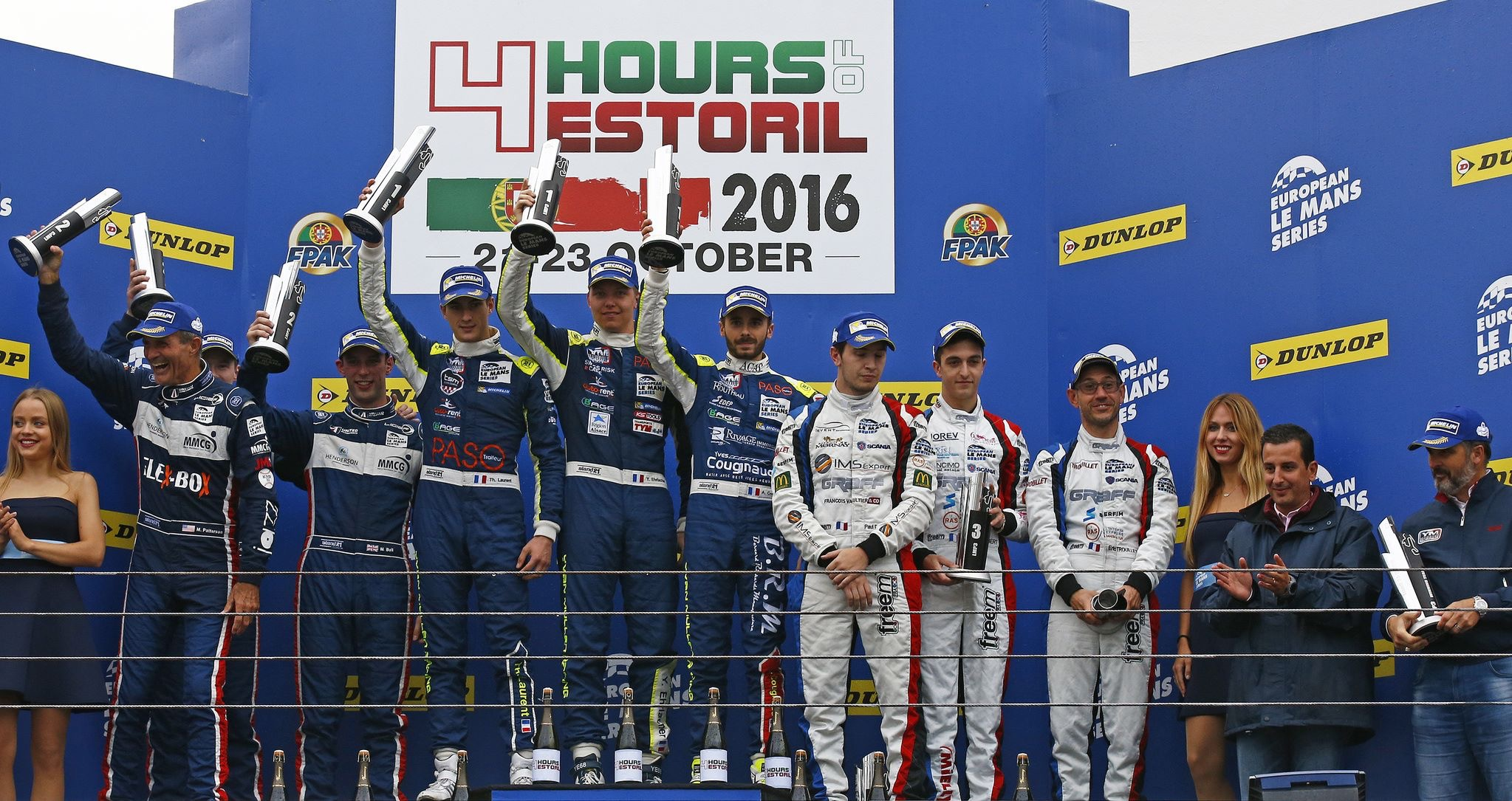
Podium en ELMS à Estoril (23/10/2016).

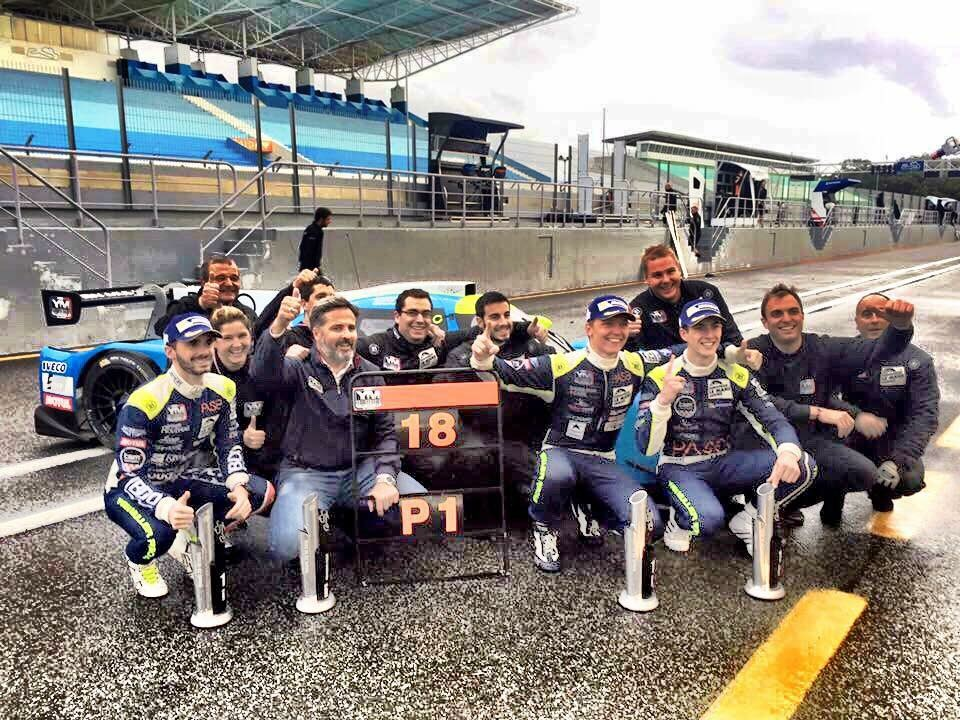
ELMS Team YMR Estoril 2016.

À la suite de deux années en Porsche Carrera Cup France, il décide de passer à l'endurance en 2016. Il s'engage dans le team d'Yvan Muller, quadruple champion du monde en WTCC, dans le championnat European Le Mans Series en catégorie LMP3.
Pour ses débuts en European Le Mans Series à Silverstone, la Ligier JS P3 du trio Alexandre Cougnaud, Yann Ehrlacher et Thomas Laurent est contrainte à l'abandon en raison d'un début d'incendie.
Pour la deuxième course de la saison à Imola, une crevaison en début de course oblige Thomas Laurent a repasser par les stands et à en ressortir dernier de la course. En fin de course, la course est neutralisée à cause de la pluie. L'équipage termine cinquième.
Lors de la course d'ouverture des 24 Heures du Mans, hors championnat, Cougnaud fait équipe avec Thomas Laurent pour cette course d'une heure. Longtemps quatrième pendant la première partie de la course, ils profitent des erreurs de leurs adversaires pour s'imposer. Ce sont les premiers vainqueurs de la Road to Le Mans.
Au Red Bull ring, alors que l'auto no 18 est en tête avec vingt secondes d'avance sur le deuxième, un délégué technique contraint l'équipe Yvan Muller Racing à remplacer un déflecteur endommagé lors d'un accrochage dans les premiers tours. La voiture s'immobilise aux stands pendant six minutes et repart 18e pour terminer la course à la dixième place.
La quatrième manche a lieu en France, sur le Circuit Paul-Ricard. Après une heure et demie de course, la transmission arrière gauche cède et l'équipe doit abandonner avant le relais de Cougnaud.
L'avant dernière manche du championnat a lieu sur le Circuit de Spa-Francorchamps. Alexandre Cougnaud prend le départ, puis cède le volant à Thomas Laurent. La voiture no 18 est alors dans le sillage immédiat de la voiture de tête, mais la voiture est une nouvelle fois obligée d'abandonner car la boite de vitesses est bloquée en 4e à la suite d'un problème électronique.
La sixième et dernière manche du championnat a lieu à Estoril au Portugal. Après un premier relais d'Alexandre Cougnaud, la voiture est au 3e rang avant que Thomas Laurent ne prenne le relais. Ce dernier installe la voiture en tête de la course. Conduite par le dernier pilote de l'équipe en action, Yann Ehrlacher, la Ligier du Yvan Muller Racing franchit la ligne en première position après quatre heures de course, avec plus d'un tour d'avance sur son poursuivant le plus proche. Il s'agit de la première victoire de l'équipe en European Le Mans Series et la seconde de la Ligier JS P3 du YMR après celle décrochée lors de la course de Road to Le Mans en juin.
À Abu Dhabi, aux 12 heures du Golfe (Gulf 12 Hours), sur le Circuit Yas Marina, la voiture abandonne après avoir mené une partie de la course en catégorie LMP3, transmission cassée.

### European Le Mans Series, LMP3 (2017)

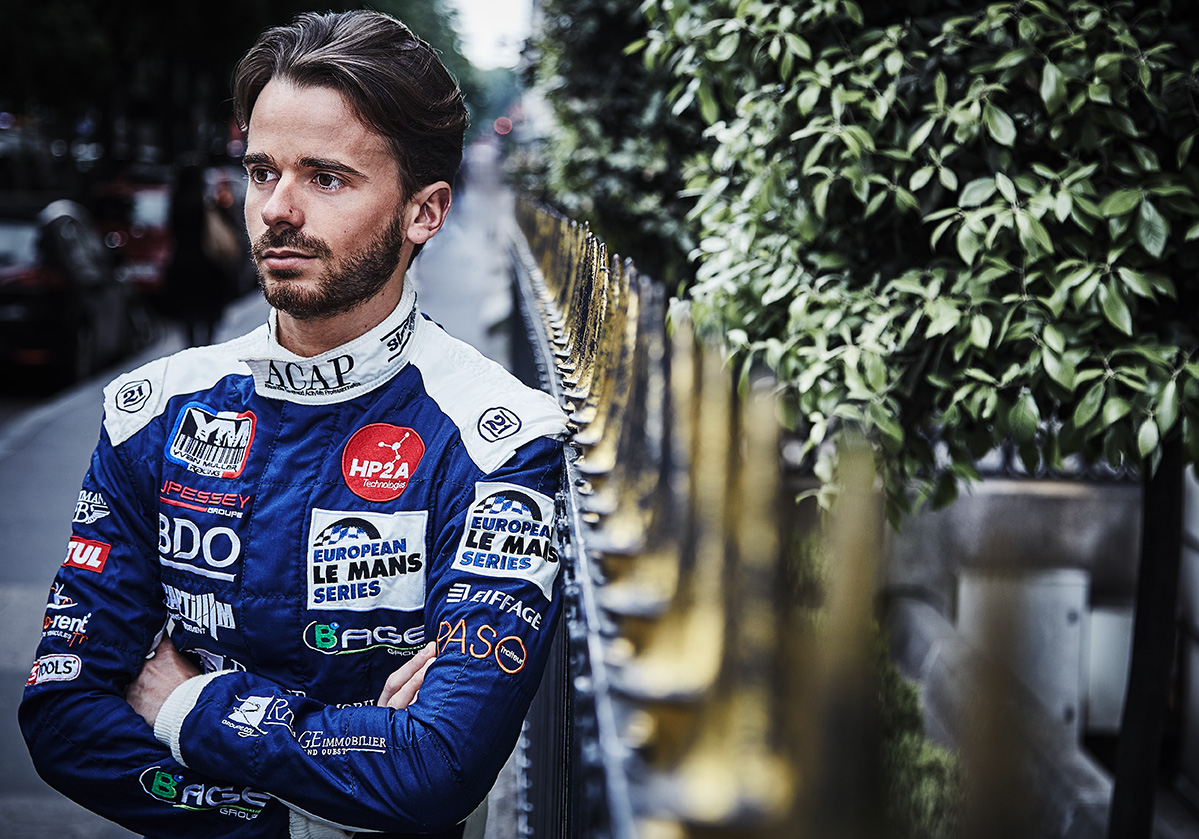
Alexandre Cougnaud en 2017.

En 2017, Alexandre Cougnaud s'engage pour une deuxième année consécutive en LMP3 dans le championnat ELMS au sein du team Yvan Muller Racing.
Qualifié en 5e position sur la grille, il se classe finalement 5e à l'issue des 4 Heures de Silverstone, manche d'ouverture de la saison de l'European Le Mans Series 2017.
Lors de la deuxième manche, à Monza, la Norma M30 de Ricky Capo et Erwin Creed l'emporte devant la Ligier JS P3 d'Alexandre Cougnaud, Antoine Jung et Romano Ricci. 
Pour la troisième manche du championnat en Autriche, au Red Bull ring, l'équipage de la Ligier n°18 remonte de la dixième place sur la grille à la troisième à l'arrivée.
Comme en 2016, la quatrième manche a lieu en France, sur le Circuit Paul-Ricard. Les trois coéquipiers réalisent une bonne course, la n°18 remonte au fil des tours et termine 3e, à quelques secondes des seconds. 
L'avant dernière manche du championnat a lieu sur le Circuit de Spa-Francorchamp, comme en 2016. L'équipage n°18 se classe 6e de la course.
À Portimão, au Portugal, Alexandre Cougnaud obtient la quatrième place sur la grille. Troisième de cette dernière manche, Alexandre Cougnaud devient, en compagnie de ses équipiers du Yvan Muller Racing, vice-champion de la catégorie LMP3 de l'European Le Mans Series 2017.
À Abu Dhabi, c'est la deuxième participation pour Cougnaud aux 12 heures du Golfe (Gulf 12 Hours) avec l'écurie GRAFF, sa future équipe pour 2018. La course est hors championnat ELMS et se déroule sur le Circuit Yas Marina. Comme en 2016, après avoir mené une bonne partie de la course en catégorie prototypes (LMP3), il  connait un problème mécanique et la voiture doit s'immobiliser aux stands. Elle reprendra finalement la piste avec six tours de retard. Alexandre Cougnaud se charge du dernier relais. L'équipage se classe 12e au classement général et 5e en catégorie LMP3.

### European Le Mans Series, LMP2 (2018)

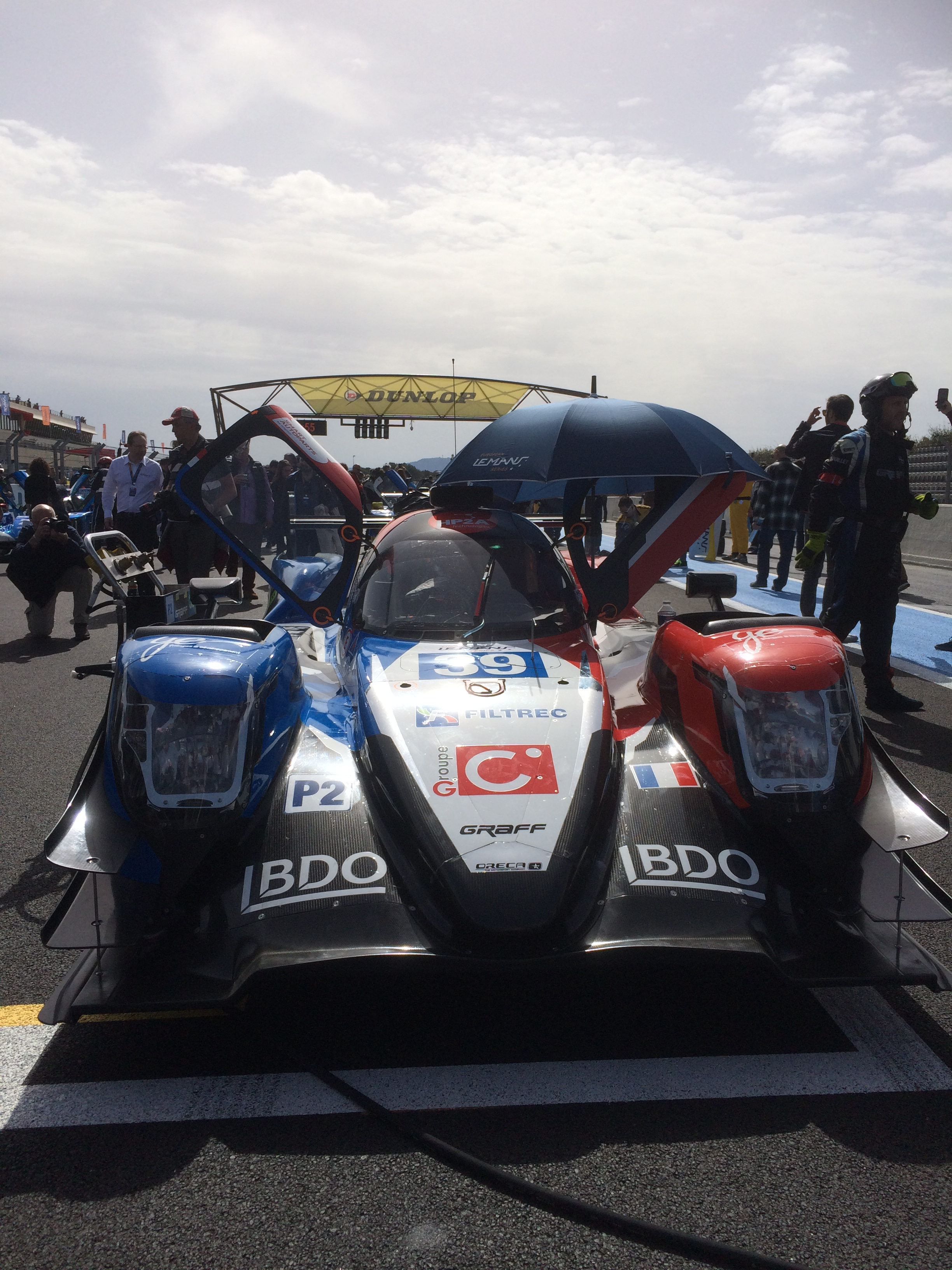
ELMS LMP2, Graff n°39, Grille de départ, Paul Ricard (2018).

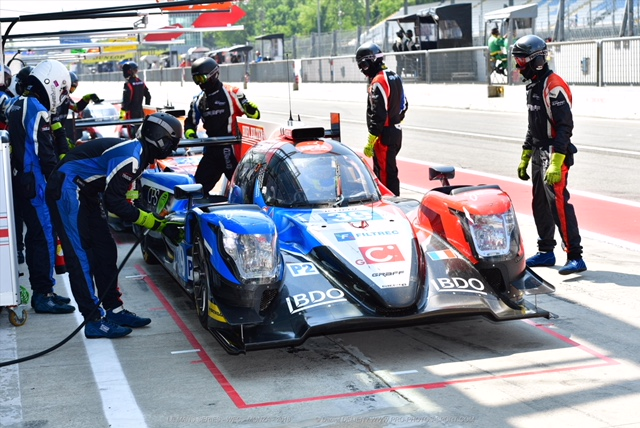
ELMS LMP2, Graff n°39, Monza 2018.

Alexandre Cougnaud s'engage pour une première saison en LMP2 dans le championnat ELMS au sein du team Graff Racing.
La première manche a lieu en France, sur le Circuit Paul-Ricard, contrairement aux années précédentes où la manche française du championnat avait lieu au mois d'août. À la suite de qualifications difficiles et d'un accrochage en début de course, l'équipage prend la 10e place à l'arrivée.
Lors de la deuxième manche du championnat à Monza, après un bon départ, il se retrouve en 8e position, dans l’aspiration du peloton de tête. Au 8e tour, dans le deuxième virage de Lesmo où les pilotes arrivent en fond de 3e vitesse, à plus de 150 km/h, la pédale de frein reste bloquée. La voiture tire tout droit et traverse le bac à graviers avant de heurter le mur de pneus. Alexandre Cougnaud sort de la voiture avec quelques contusions aux cervicales, des déplacements de côtes et de vertèbres mais sans rien de cassé. La voiture ne termine pas la course.
La troisième manche a lieu en Autriche, sur le circuit du RedBull Ring. Alexandre Cougnaud et son équipe prennent la 8e place.
Lors de la quatrième manche sur le circuit de Silverstone, la numéro 39 du team Graff Racing termine 4e. Un épisode Full Course Yellow et une erreur de communication auront eu raison des espoirs de podium.
La cinquième et avant-dernière manche a lieu sur le circuit de Spa. Tristan Gommendy, un des deux coéquipiers de Cougnaud sort de la route à 200 km/h lors des essais libres et détruit la voiture. Les mécaniciens parviennent à changer la coque et permettent à l'équipage d'être au départ de la course le dimanche. Durant celle-ci, la voiture numéro 39 remonte de la 16e à la 8e place, puis la course est arrêtée à cause de pluies violentes.
Comme à l'accoutumée, la dernière manche de la saison a lieu à Portimao au Portugal. L'équipage n°39 termine 8e. Les espoirs de top 5 s'était envolés lorsque la voiture de sécurité est entrée en piste et que la numéro 39 est restée sur le tracé alors que ses principaux concurrents directs en ont profité pour s'arrêter aux stands, car proches de ces derniers.

### European Le Mans Series, LMP2 (2019)

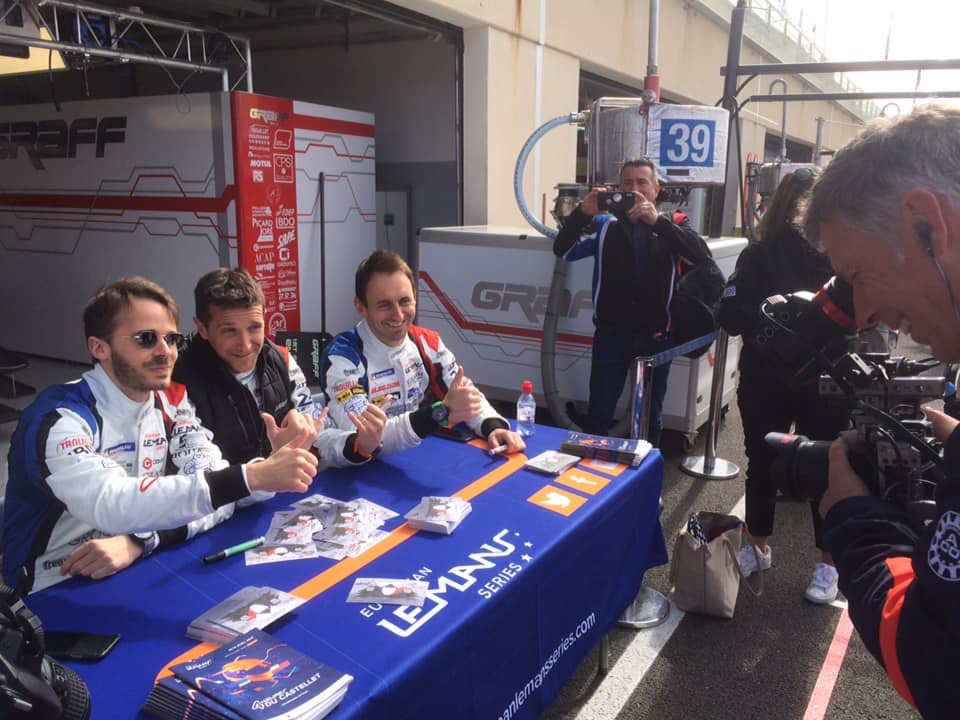
ELMS LMP2, Graff, équipage n°39, Le Castellet, avril 2019.

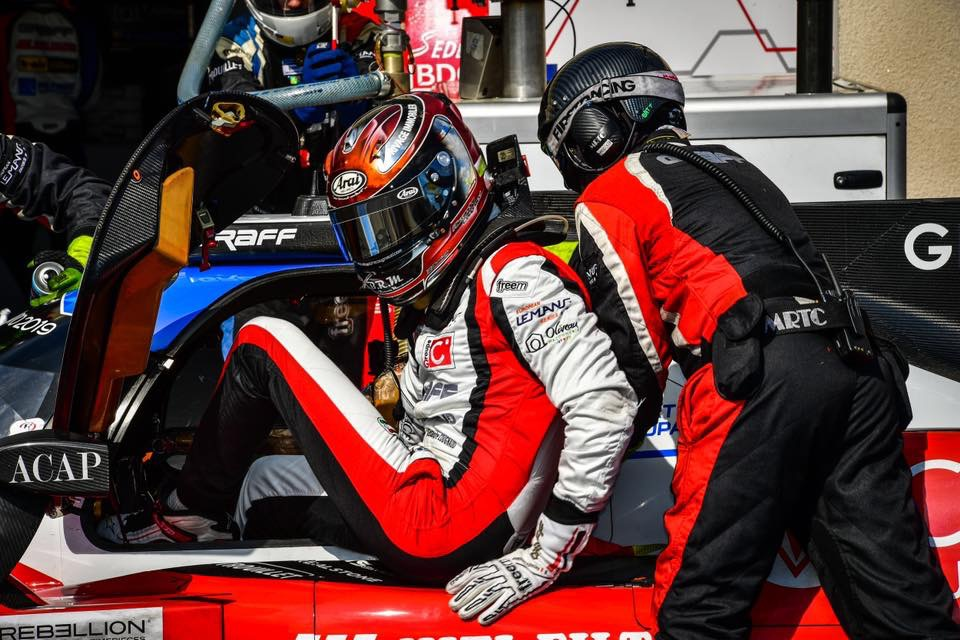
ELMS LMP2, Alexandre Cougnaud, Le Castellet, avril 2019.

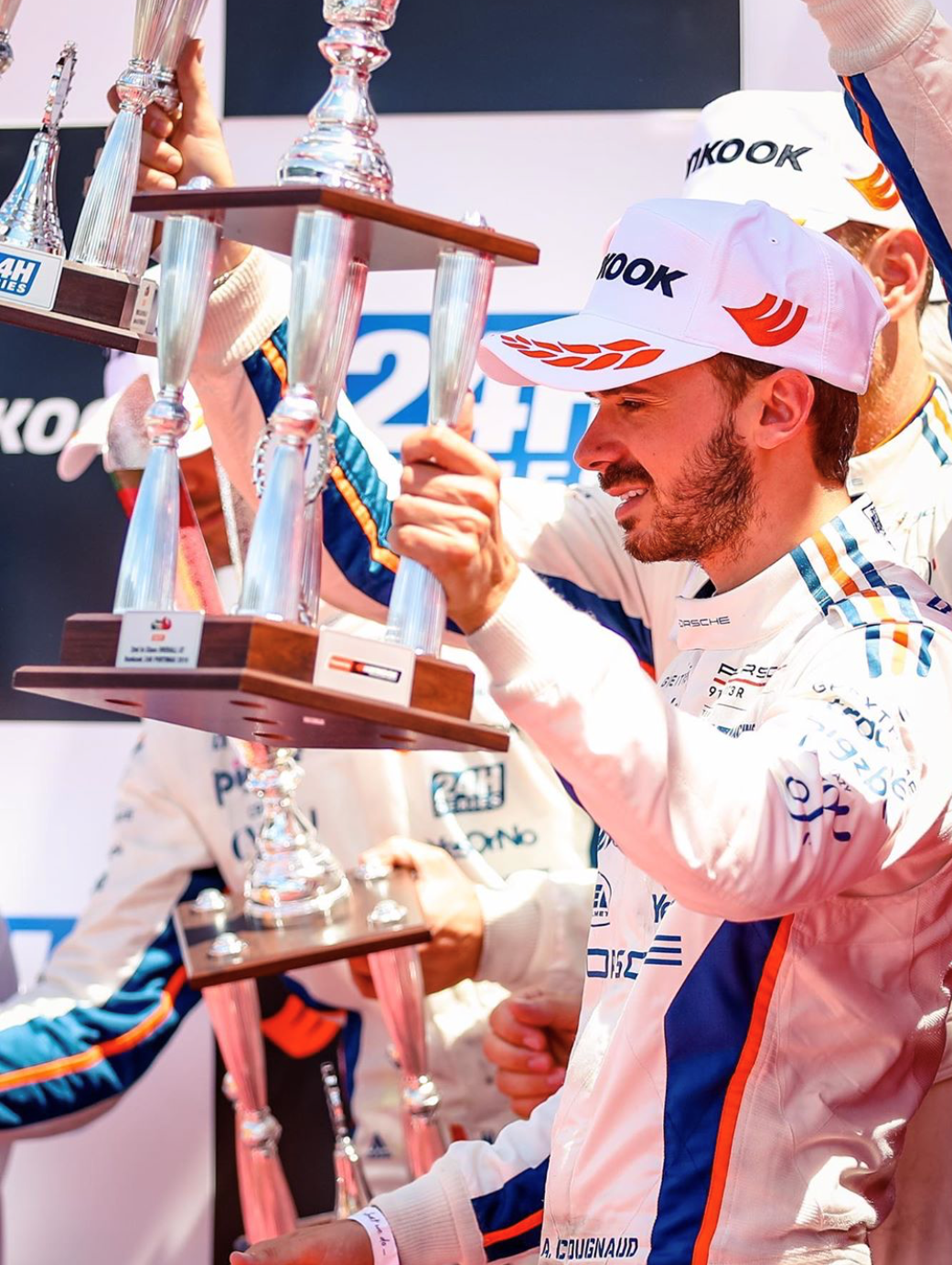
24 heures Portimao, podium. Alexandre Cougnaud. GPX Racing. Juillet 2019.

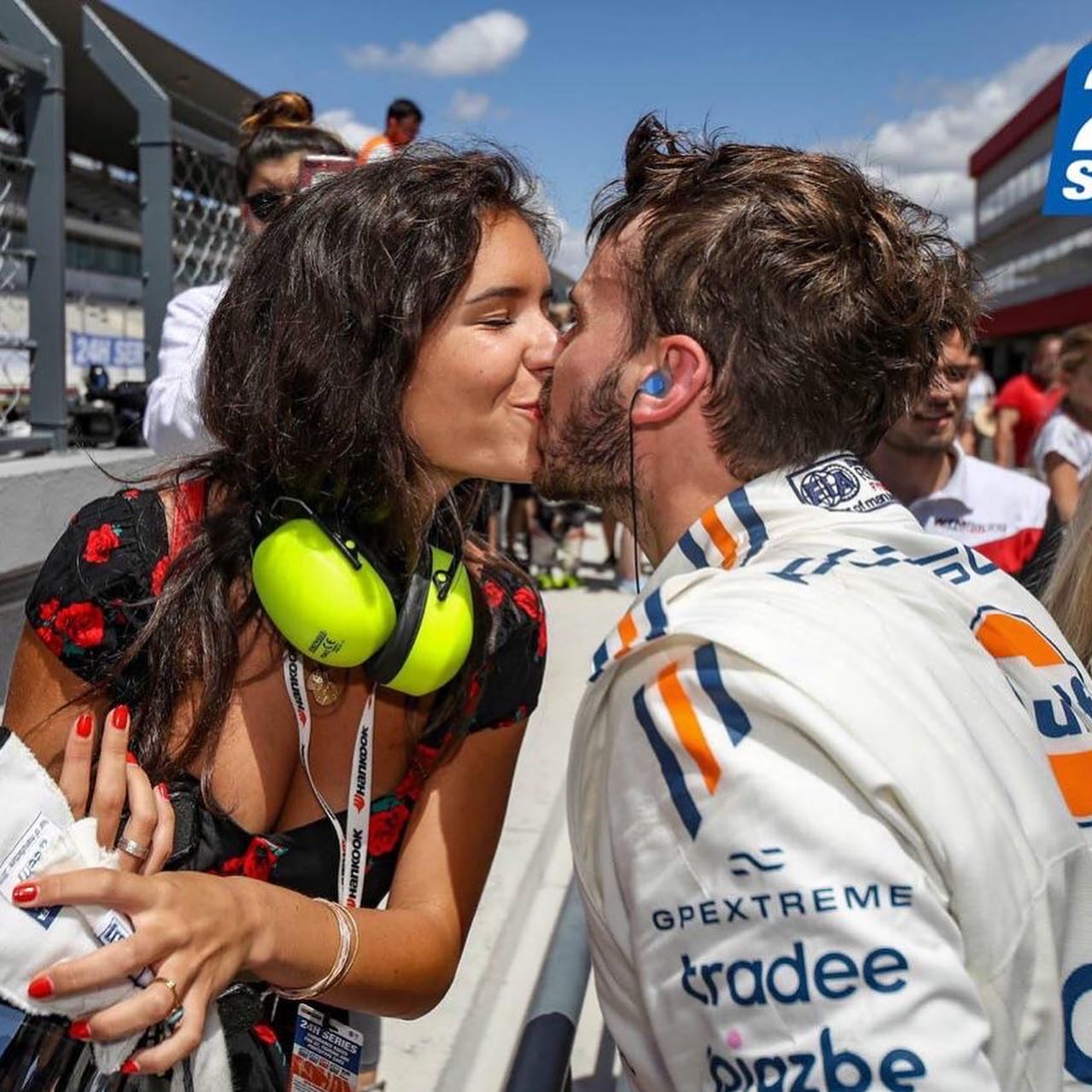
24 heures Portimao. Alexandre Cougnaud. GPX Racing. Juillet 2019.

Il s'agit de la deuxième saison de Cougnaud en LMP2, toujours au sein du team Graff Racing (avec les mêmes coéquipiers qu'en 2018 : Jonathan Hirschi et Tristan Gommendy) mais en pneus Michelin, apparemment plus performants que les Dunlop, au moins pour le châssis Oreca. Aux 24 Heures du Mans, faute de budget suffisant, il ne sera que pilote de réserve.
La première manche a lieu sur le Circuit Paul-Ricard. Cougnaud remonte de la 10e place à la deuxième place lors de son relais. Une pénalité (drive through) pour franchissement de ligne blanche d'entrée aux stands les prive du podium.
Lors de la deuxième manche du championnat à Monza, après un bon départ, Cougnaud, parti 3e sur la grille se retrouve en tête. Il réalise l'intégralité de son relais en tête de la course ). L'intervention de la voiture de sécurité perturbe la course et la voiture de l'équipe Graff n°39 doit se contenter de la 5e place.
À Barcelone, avec un départ donné le samedi à 18 h 30 exceptionnellement, Alexandre Cougnaud et son équipe se hissent sur la deuxième marche du podium. 
En complément du championnat ELMS, Cougnaud participe cette année-là aux 24 heures de Portimao à bord d'une GT de GPX Racing. Il termine deuxième pour une première participation à une course de 24 heures.
La quatrième manche a lieu sur le circuit de Silverstone. La voiture n°39, après une pénalité, se classe 3e.
La cinquième et avant-dernière manche a lieu sur le circuit de Spa. Longtemps 2een fin de course, la n°39 se fait pousser dans le dernier virage et termine finalement 3e
Comme à l'accoutumée, la dernière manche de la saison a lieu au Portugal, à Portimao. Après un bon départ, la course est interrompue à cause d'un accident. Après 45 minutes d'interruption, Cougnaud doit repartir pour un relais de 40 minutes. Il rend la voiture en 3e position. Ses coéquipiers garderont cette place jusqu'à l'arrivée.
L'équipe termine 3e au classement général du championnat. Elle aura été l'équipe la plus régulière, terminant toujours dans le top 5.

### European Le Mans Series, LMP2 (2020)

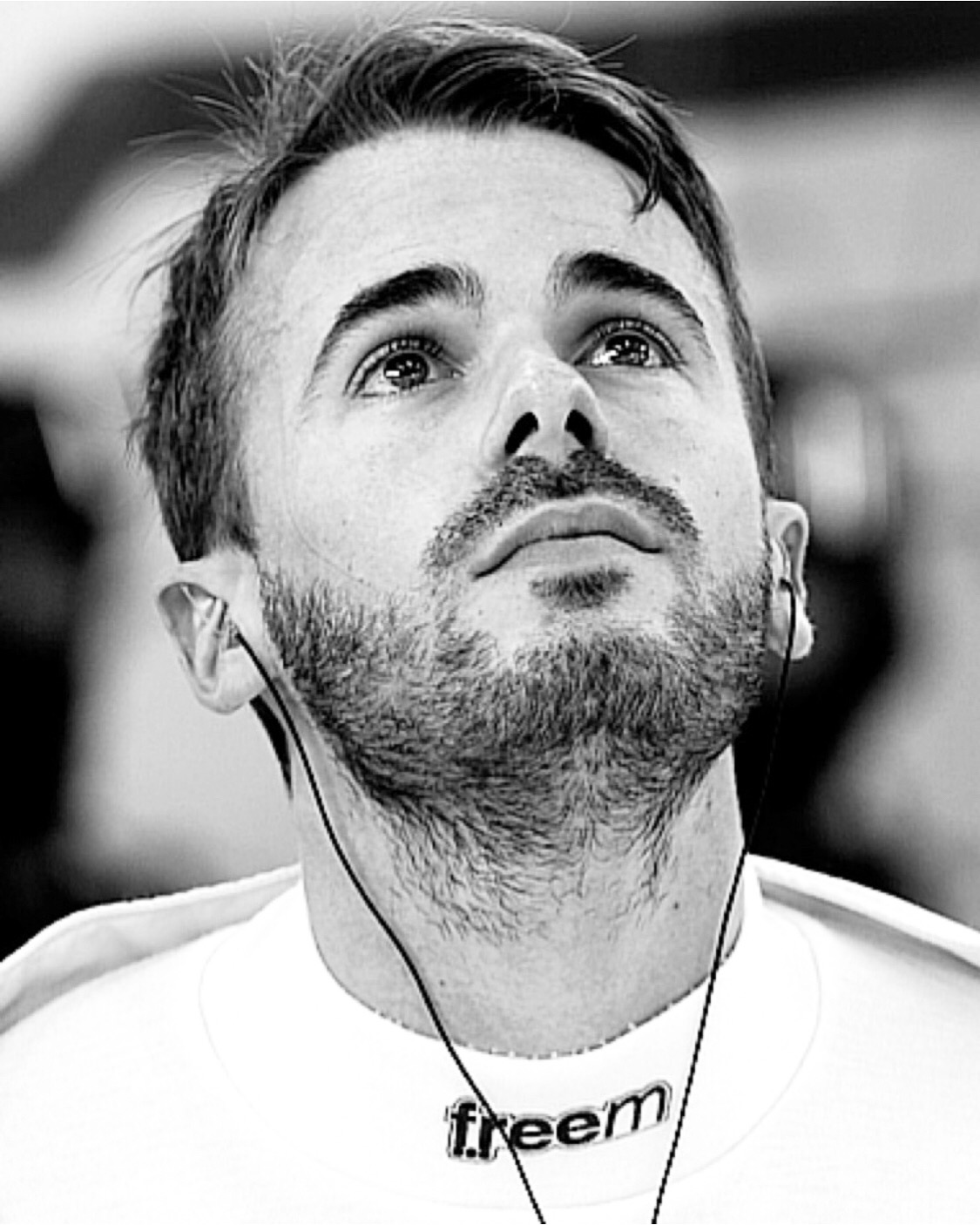
Alexandre Cougnaud en attente des résultats.

Alexandre Cougnaud, Thomas Laurent et James Allen font équipe en championnat ELMS. Lors des 24 heures du Mans, il fait équipe avec James Allen et Vincent Capillaire (Thomas Laurent étant pilote Signatech Alpine en WEC).
L'année 2020 est marquée par la pandémie liée au coronavirus et les dates des courses sont repoussées. La manche de Silverstone est même annulée.
Les 24 Heures du Mans sont repoussées de juin à septembre mais Alexandre Cougnaud renonce à participer à l'épreuve, ne pouvant y inviter ses sponsors (l'épreuve se déroule sns spectateurs).
La première manche a lieu sur le Circuit Paul-Ricard. Parti de la 11e place lors du relais de Cougnaud, l'équipage termine deuxième. La voiture sera pénalisée de 3 tours après de la course car le temps de roulage d'Alexandre Cougnaud aura été inférieur aux 1h10 obligatoire. L'équipage n°39 se classe finalement 9e.
La deuxième manche a lieu sur le circuit de Spa. Le début de course est marqué par une alarme qui oblige Alexandre Cougnaud à rouler en sous-régime, puis une pénalité le contraint à relaisser passer tous ses adversaires. La voiture remonte jusqu'en deuxième position.
La troisième manche a lieu à nouveau sur le Circuit Paul-Ricard en remplacement de Barcelone. L'épreuve des 4 heures du Castellet ayant eu lieu en juillet, cette épreuve est baptisée « Le Castellet 240 ». La voiture (numéro 39) termine troisième.
L'avant-dernière manche a lieu en Italie sur le circuit de Monza. L'équipage se classe 9e à la suite d'une pénalité et d'un full course yellow qui ruine la stratégie de l'équipe.
La finale a lieu au Portugal, à Portimão, comme depuis 2017. Des épisodes de Full course yellow et surtout Safety car ont eu raison de la stratégie de l'équipage n°39, qui termine à la 7e place, ce qui classe Alexandre Cougnaud et son équipe au 5e rang du classement général.

### GT World Challenge Europe (2021)

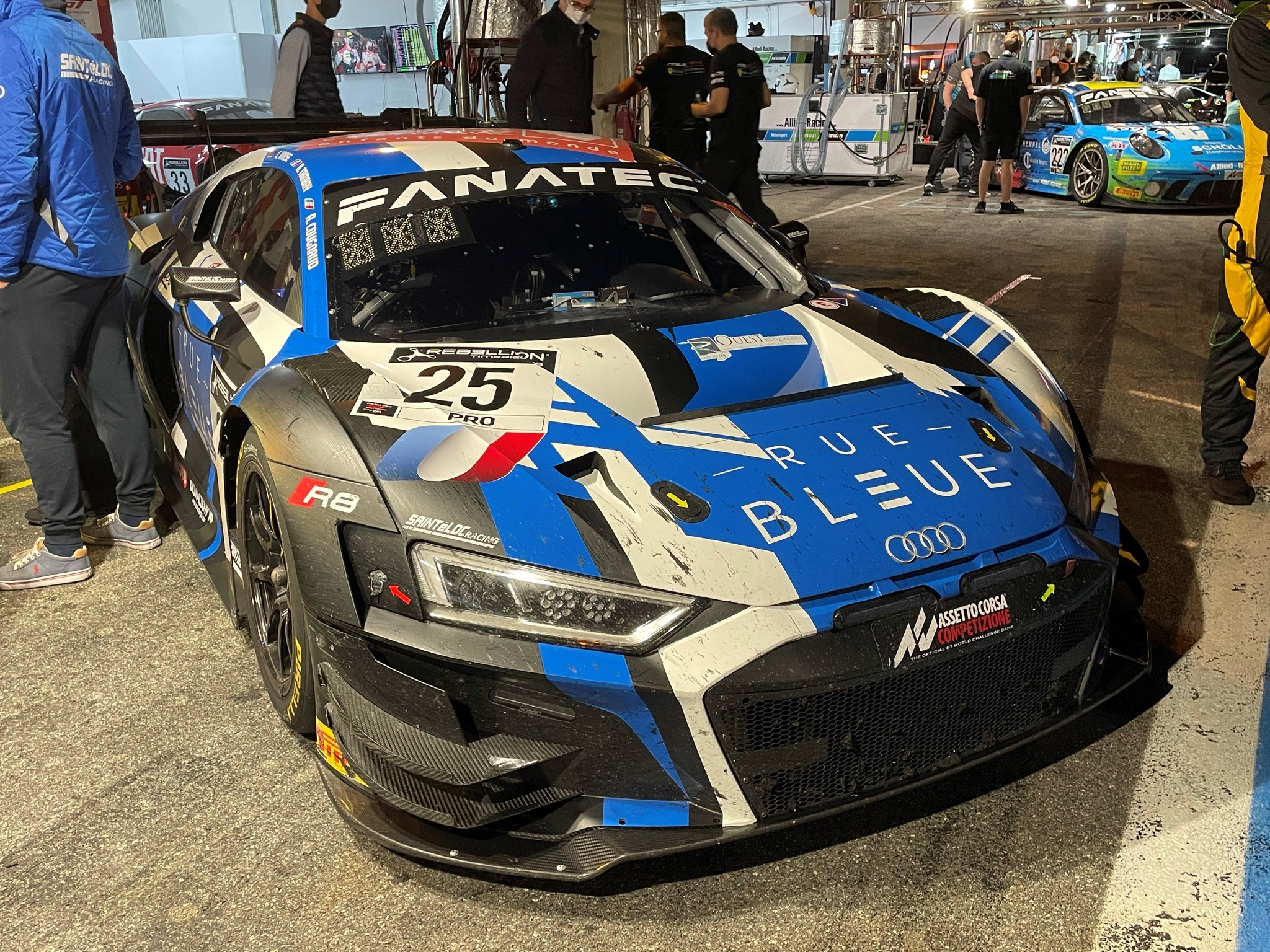
Audi R8 LMS GT3 du team Saintéloc Racing, circuit du Castellet le 30 mai 2021 pendant la nuit.

Après 5 années passées en European Le Mans Series, Alexandre Cougnaud retourne en GT, dans un championnat de premier plan, au volant d'une Audi R8 LMS GT3 du team Saintéloc Racing. La voiture est confiée à Adrien Tambay, Alexandre Cougnaud et Christopher Haase.
Les essais de pré-saison ont lieu au Castellet et Alexandre Cougnaud réalise le 2e meilleur temps à moins de 2/10e de l'autre Audi R8 du team Saintéloc.

### FFSA GT4  et Le Mans en LMP2 (2022)
Cougnaud retourne dans un championnat français en 2022, en championnat FFSA GT4, et participe aux 24 heures du Mans au volant d'une LMP2.

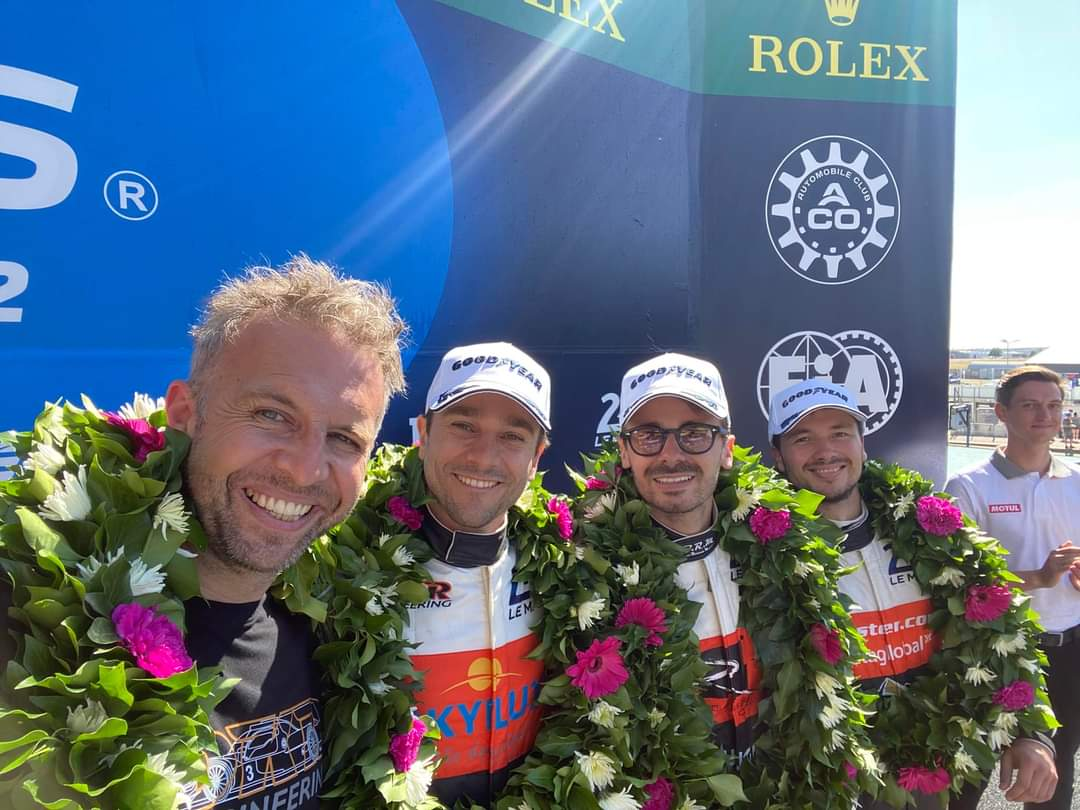
Podium des 24 heures du Mans LMP2 en 2022.

Pour sa première participation au Mans en tant que pilote titulaire, il termine sur le podium en LMP2 (catégorie Pro Am).

### GT4 European Series (2023)
Alexandre Cougnaud repart en campagne, dans le championnat européen GT4 European Series avec Concept Sport Auto (CSA) et Gaël Castelli comme équipier.
Cependant, le Sablais ne le terminera pas car son équipier est en manque de budget. Son équipe, CSA Racing, lui propose de participer à la dernière manche de GT3, dans ses rangs, à Barcelone, ce qu'il accepte.

### GT World Challenge Europe (2023)
Alexandre Cougnaud participe à une seule course du championnat GT World Challenge Europe 2023 à Barcelone, et se classe douzième du classement « Bronze » lors de cette manche.

### Michelin Le Mans Cup (2024)
Pour la saison 2024, Cougnaud est engagé en Michelin Le Mans Cup 2024 dans l'écurie M Racing du pilote Yvan Muller qu'il retrouve après deux saisons passées dans ce team en 2016 et 2017, en ELMS/LMP2. Il fait équipe avec Romano Ricci.

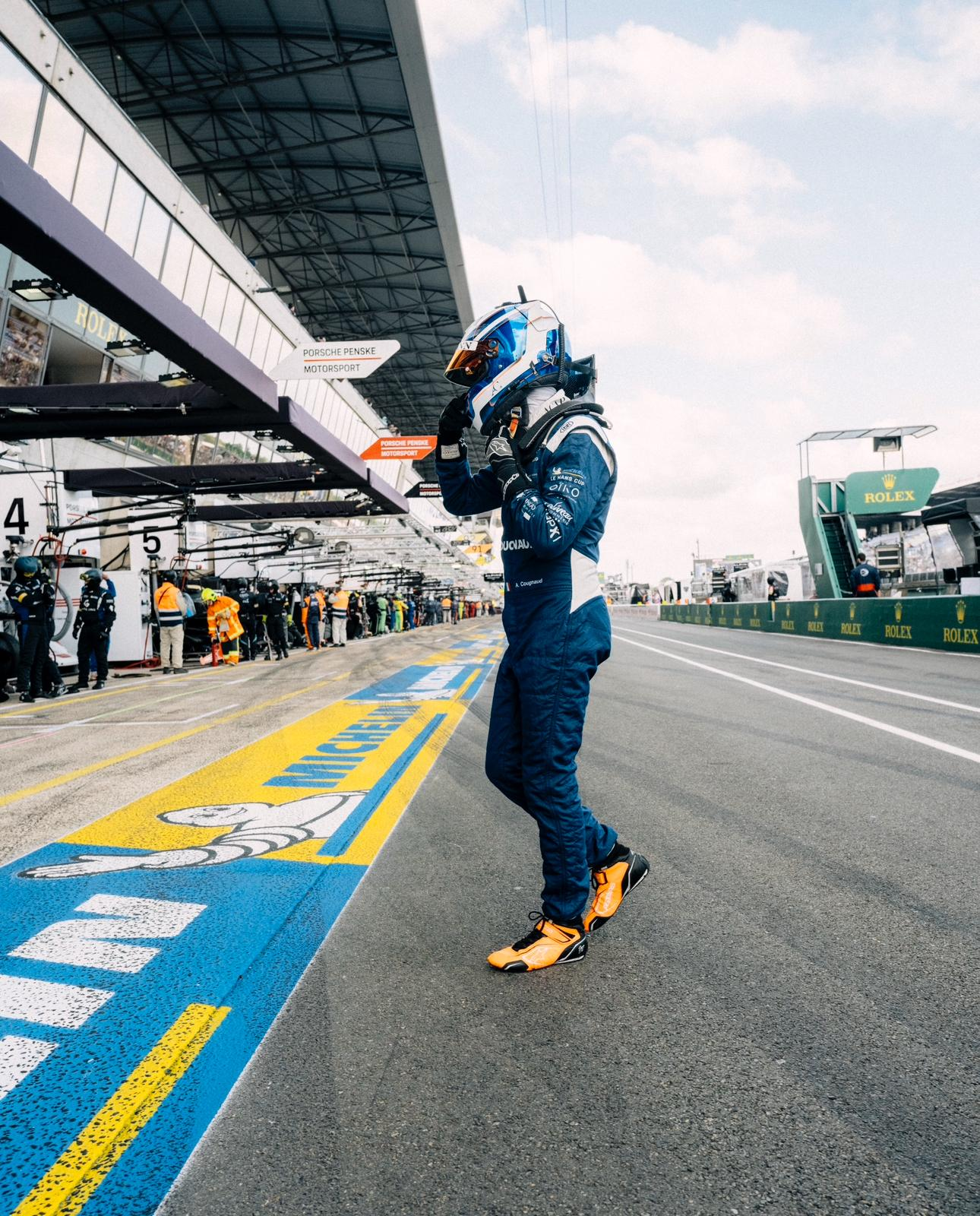
Alexandre Cougnaud traversant à pied la "pit lane", Le Mans Cup 2024.

À Spa, au terme d'une course spectaculaire, il passe la ligne d'arrivée en première position. Une pénalité de 5 secondes lui est donnée après la course pour contact avec un autre concurrent, repoussant l'équipage (n°13) au 7e rang,.

## Carrière
Résultats par saison
| Saison | Championnat                                  | Equipe               | Courses | Victoires | Pôles | M/Tours | Podiums | Points | Position  |
| ------ | -------------------------------------------- | -------------------- | ------- | --------- | ----- | ------- | ------- | ------ | --------- |
| 2009   | Formul'Academy Euro Series                   | Auto Sport Academy   | 14      | 0         | 0     | 0       | 0       | 8      | 14        |
| 2010   | Formule Renault 2.0 Suisse                   | Arta Engineering     | 4       | 0         | 0     | 0       | 1       | 57     | 9         |
| 2011   | Formula Renault 2.0 Alps                     | Arta Engineering     | 14      | 0         | 0     | 0       | 0       | 79     | 15        |
| 2011   | Coupe d'Europe de Formule Ford               | Cliff Dempsey Racing | 3       | 0         | 0     | 0       | 0       | 0      | NC        |
| 2011   | Championnat VdeV - Challenge Endurance Proto | AB Sport Auto        | 1       | 0         | 0     | 0       | 0       | 8      | 10        |
| 2012   | European F3 Open                             | Top F3               | 16      | 0         | 0     | 0       | 0       | 14     | 15        |
| 2012   | European F3 Open (cat. Copa)†                | Top F3               | 16      | 0         | 1     | 2       | 8       | 70     | 3e        |
| 2012   | European F3 Open Winter Series               | Top F3               | 2       | 0         | 0     | 0       | 0       | 0      | NC        |
| 2013   | European F3 Open Winter Series               | RP Motorsport        | 1       | 0         | 0     | 0       | 0       | 0      | NC        |
| 2013   | European F3 Open                             | RP Motorsport        | 16      | 1         | 1     | 1       | 4       | 139    | 6         |
| 2014   | Porsche Carrera Cup France                   | Racing Technology    | 12      | 0         | 0     | 0       | 1       | 59     | 12        |
| 2015   | Porsche Carrera Cup France                   | Vendée Auto Sport    | 12      | 0         | 0     | 0       | 1       | 83     | 10        |
| 2016   | European Le Mans Series                      | Yvan Muller Racing   | 6       | 1         | 0     | 0       | 1       | 36     | 8         |
| 2016   | Road to Le Mans                              | DC Racing            | 1       | 1         | 0     | 0       | 1       | NA     | 1er       |
| 2016   | Gulf 12 Hours                                | Graff Racing         | 1       | 0         | 0     | 1       | 0       | 0      | 4 (PROTO) |
| 2017   | European Le Mans Series                      | Yvan Muller Racing   | 6       | 0         | 0     | 1       | 4       | 81     | 2         |
| 2018   | European Le Mans Series                      | Graff Racing         |         |           |       |         |         |        |           |
| 2019   | European Le Mans Series                      |                      |         |           |       |         |         |        |           |
| 2020   | European Le Mans Series                      |                      |         |           |       |         |         |        |           |
| 2021   |                                              |                      |         |           |       |         |         |        |           |
| 2022   |                                              |                      |         |           |       |         |         |        |           |
| 2023   |                                              |                      |         |           |       |         |         |        |           |
| 2024   | Michelin Le Mans Cup 2024                    |                      |         |           |       |         |         |        |           |

| Saison    | Équipe | Voiture             | W.S.    | W.S.    | 1       | 2       | 3       | 4     | 5       | 6     | 7       | 8       | 9       | 10    | 11      | 12      | 13      | 14    | 15       | 16       | Pos. | Pts |
| --------- | ------ | ------------------- | ------- | ------- | ------- | ------- | ------- | ----- | ------- | ----- | ------- | ------- | ------- | ----- | ------- | ------- | ------- | ----- | -------- | -------- | ---- | --- |
| 2012 (en) | Top F3 | Dallara F308 Toyota | LEC 1 8 | LEC 2 5 | POR 1 3 | POR 2 3 | NUR 1 3 | NUR 2 | SPA 1 4 | SPA 2 | BRA 1 6 | BRA 2 4 | LEC 1 3 | LEC 2 | HUN 1 5 | HUN 2 5 | MON 1 5 | MON 2 | CAT 1 NC | CAT 2 NC | 3e   | 70  |